# NGC 3355
NGC 3355 (również PGC 31919) – galaktyka spiralna (Sb), znajdująca się w gwiazdozbiorze Hydry.
Odkrył ją Samuel Langley 12 kwietnia 1866 roku. Ze względu na niedokładność podanej przez odkrywcę pozycji nie ma pewności, która z okolicznych galaktyk to obiekt NGC 3355, np. bazy SIMBAD i NED podają, że NGC 3355 to pobliska galaktyka PGC 31840 (ESO 501-G079), jednak ma ona bardzo niską jasność powierzchniową i byłoby ją trudno dostrzec przez teleskop jakiego używał Langley.